# Manœuvre sur les arrières

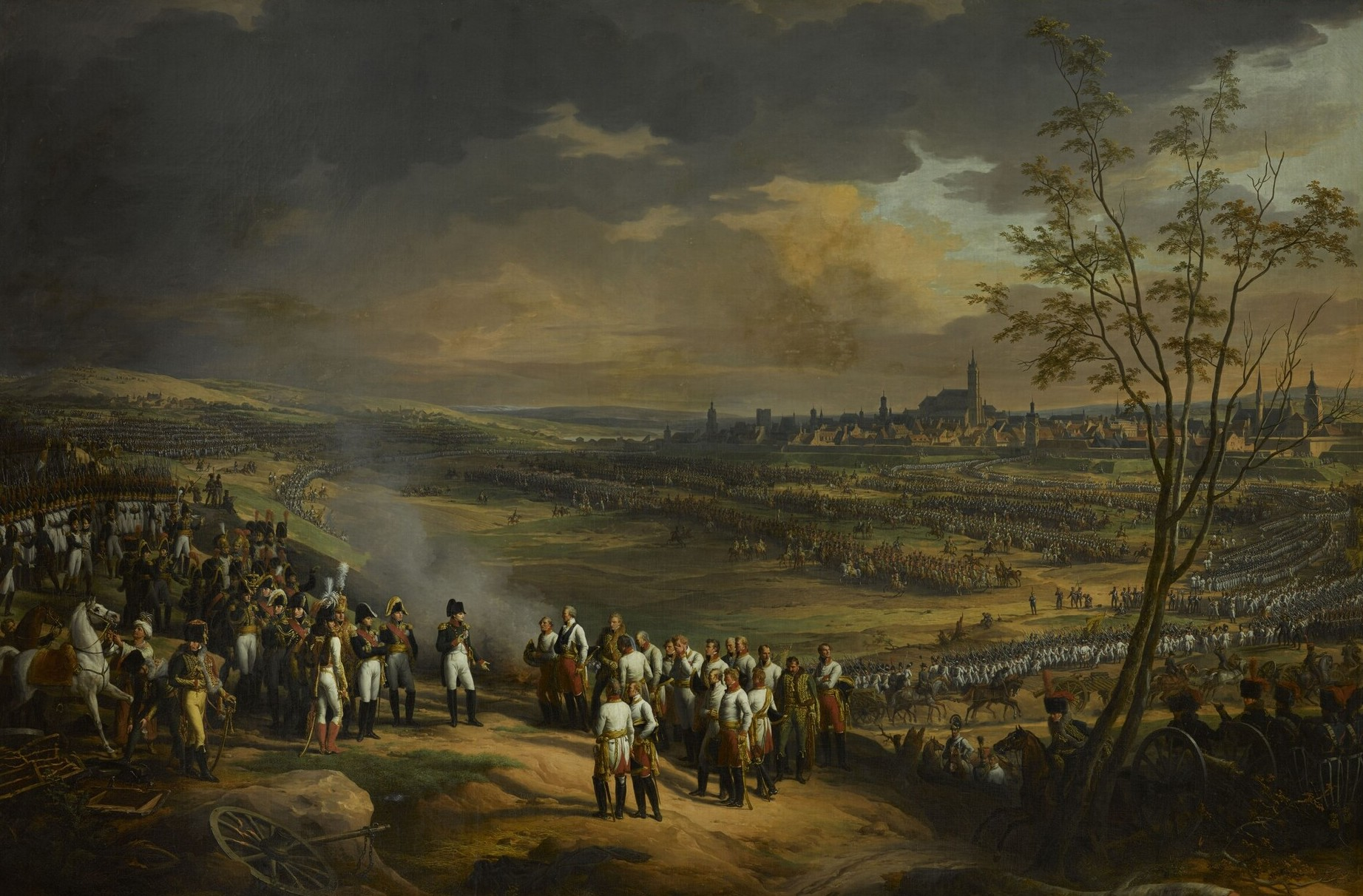
À la suite d'une manœuvre sur les arrières, Napoléon Bonaparte contraint les autrichiens du général Mack à la reddition à Ulm en 1805.

La manœuvre sur les arrières est une stratégie opérationnelle consistant à surgir dans le dos de l'ennemi pour le forcer à mener une bataille dans une position défavorable (à front renversé), menacer son ravitaillement et couper sa retraite en s'aidant d'un corps secondaire qui fixe l'ennemi et sert de diversion,,. Cette manœuvre, à l'instar de la manœuvre en position centrale, est théorisée dans la seconde moitié du XIXe siècle par le général Hubert Camon.
Cette manœuvre est utilisé par Napoléon durant la première campagne d'Italie (1796-1797) à la bataille de Lodi et à la fin de la bataille de Castiglione, et connut un succès particulier durant la campagne d'Allemagne (1805) à la bataille d'Ulm.

## Exemples historiques

### Napoléon
- Première campagne d'Italie (1796-1797)
  - Bataille de Lodi
  - Bataille de Castiglione
- Campagne d'Allemagne (1805)
  - Bataille d'Ulm[7]
- Campagne de Prusse (1806)
  - Bataille d'Iéna[7]
- Campagne de Pologne (1806-1807)
  - Bataille de Golymin-Pultusk[7]
  - Bataille d'Eylau[7]